# 1987 год в компьютерных играх

## Выпуски игр
- Capcom выпускает Street Fighter, аркадный файтинг, положивший начало одноимённой серии игр.
- Konami выпускает на японском и европейском рынке Metal Gear, стелс-экшен, положивший начало одноимённой серии игр; Castlevania на североамериканском рынке.
- Nintendo выпускает на японский рынок Zelda II: The Adventure of Link.
- Taito Corporation выпускает аркадный файтинг Double Dragon, положивший начало игровой серии. Также компания выпускает Operation Wolf, скроллинговый шутер от первого лица, портированный на множество игровых систем.
- Code Masters выпустила Dizzy – The Ultimate Cartoon Adventure, первую игру из серии компьютерных игр про Dizzy.
- 5 июля Sierra On-Line выпускает Leisure Suit Larry in the Land of the Lounge Lizards — первую игру из знаменитой серии об эротических приключениях «Ларри в выходном костюме».
- В октябре Lucasfilm Games выпускает графический квест Maniac Mansion — первая игра, выполненная на движке SCUMM.
- 17 декабря Capcom выпускает Mega Man.
- 18 декабря SquareSoft выпускает Final Fantasy I  —первую игру в серии знаменитых JRPG.

## Технологии

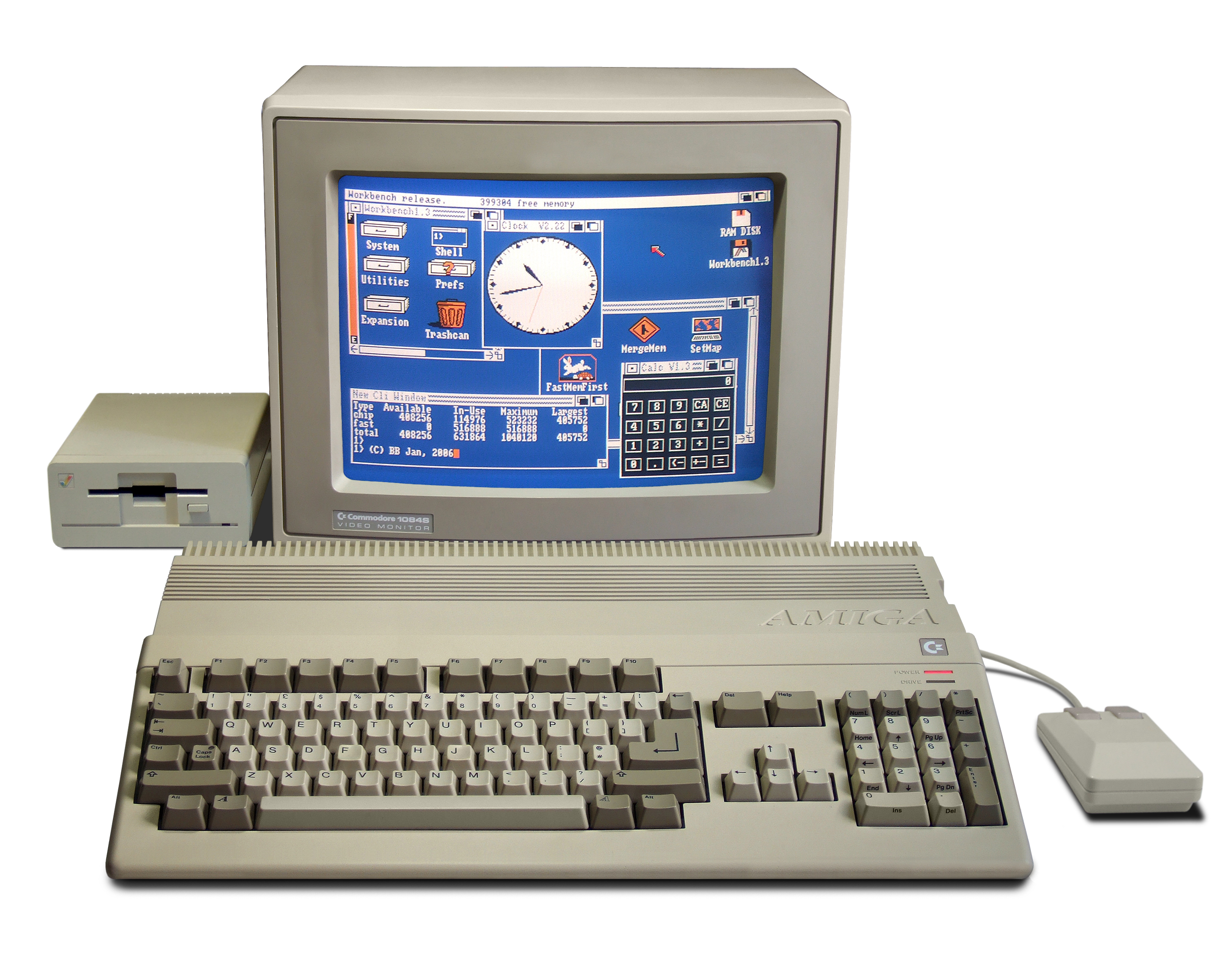
Первая Amiga с рыночно-конкурентной ценой.

- 30 октября NEC выпускает на японский рынок игровую приставку PC Engine (в 1989 приставка была реализована в Северной Америке под названием TurboGrafx-16).
- Commodore выпускает Amiga 500 — персональный компьютер по доступной цене (в Великобритании компьютер продавался по цене 599 фунтов стерлингов), выпуск которого был прекращён в 1991 году.
- Разработан стандарт VGA, позволивший использовать на PC графику с 256 цветами.
- Арик Уилмундер и Рон Гилберт создают программный движок SCUMM для разработки графических приключенческих игр компании LucasArts.

## Индустрия
- Образованы компании: Maxis, Gametek Inc., Apogee Software, Ltd., Empire Interactive PLC, Lankhor.